# Isabelle Turpault
Isabelle Turpault (...) è una modella francese, vincitrice del titolo di Miss Francia nel 1983.
Eletta Miss Parigi 1982, la Turpault du detronizzata due mesi dopo l'elezione, per via della pubblicazione di alcune fotografie che la ritraevano nuda. Il titolo di Miss Francia, fu rilevato dalla seconda classificata Frédérique Leroy. 